# Un sort pour éloigner les ténèbres
Pour plus de détails, voir Fiche technique et Distribution.
Un sort pour éloigner les ténèbres (A Spell to Ward Off the Darkness) est un documentaire français réalisé par Ben Rivers et Ben Russell, sorti en 2013.

## Synopsis
Trois temps de la vie de Robert Aiki Aubrey Lowe : il rejoint une communauté libertaire sur une île d'Estonie, il devient ermite en Finlande et enfin il devient le chanteur d'un groupe de black metal néo-païen en Norvège.

## Fiche technique
- Titre : Un sort pour éloigner les ténèbres
- Titre original : A Spell to Ward Off the Darkness
- Réalisation : Ben Rivers et Ben Russell
- Scénario : Ben Rivers et Ben Russell
- Production : Julie Gayet, Indrek Kasela et Nadia Turincev
- Société de production : Must Käsi et Rouge International
- Société de distribution : Zootrope Films (France)
- Pays :  France,  Estonie et  Allemagne
- Genre : documentaire
- Durée : 98 minutes
- Dates de sortie : 
  -  Suisse : 8 août 2013 (festival international du film de Locarno)
  -  France : 18 mars 2015

## Accueil
Le film a reçu un accueil favorable de la critique. Il obtient un score moyen de 70 % sur Metacritic.